# Лейн Ламберт
Лейн Дуглас Ламберт (англ. Lane Douglas Lambert; нар. 18 листопада 1964) — канадський хокеїст, що грав на позиції нападника та тренер.
Задрафтований під 25-м номером у другому раунді драфту НХЛ 1983 року, Ламберт зіграв 283 ігри в НХЛ за «Квебек Нордікс», «Нью-Йорк Рейнджерс» і «Детройт Ред Вінгз» (1983—1989).
Був головним тренером команди НХЛ «Нью-Йорк Айлендерс». Яе асистент головного тренера працював з командами «Нашвілл Предаторс» та «Вашингтон Кепіталс».